# 克林頓縣 (印地安納州)
克林頓縣（英語：Clinton County）是美國印地安納州中部的一個縣。面積1,050平方公里。根據美國2000年人口普查，共有人口33,866。縣治法蘭克福。
成立於1830年。縣名是紀念紐約州第七、九任州長迪威特·克林頓。